# Stylianós Farantákis
Stylianós Farantákis (grec moderne : Στυλιανός Φαραντάκης), couramment appelé Stélios Farantákis (Στέλιος Φαραντάκης), né le 25 mai 1995 à La Canée, est un coureur cycliste grec.

## Biographie
Il fait parler de lui la première fois en 2015 lorsqu'il termine à la 5e place du championnat d'Europe sur route espoirs à Tartu. Il dispute quelque temps après les mondiaux de Richmond et prend la 33e place, à 29 secondes du vainqueur Kevin Ledanois. En 2017, lors des championnats espoirs à Bergen, il prend cette fois-ci la 13e place dans le reste du peloton, à seulement 3 secondes de Benoît Cosnefroy.
En 2018, il devient champion de Grèce du contre-la-montre et finit deuxième sur la course en ligne, battu au sprint par Polychrónis Tzortzákis. Il est également sélectionné pour les mondiaux catégorie élite mais ne termine pas la course.
En 2019, sous les couleurs de l'équipe nationale grecque, il s'adjuge en solitaire la 3e étape du Tour d'Egypte, épreuve du calendrier UCI Africa Tour et se classe 4e du général. Fin juin, il devient champion de Grèce sur route, devançant de près d'une minute Polychrónis Tzortzákis. Fin juillet, il est présélectionné pour représenter son pays aux championnats d'Europe de cyclisme sur route. Il ne termine pas la course.
Ne parvenant à signer un contrat professionnel, il décide de mettre un terme à sa carrière après la saison 2020.

## Palmarès
- 2012
  -  Champion de Grèce du contre-la-montre juniors
- 2013
  -  Champion de Grèce du contre-la-montre juniors
- 2014
  -  Champion de Grèce sur route espoirs
- 2015
  -  Champion de Grèce sur route espoirs
  - 3e du championnat de Grèce sur route
  - 5e du championnat d'Europe sur route espoirs
- 2016
  -  Champion de Grèce sur route espoirs
  -  Champion de Grèce du contre-la-montre espoirs
  - 2e du championnat de Grèce du contre-la-montre
  - 3e du championnat de Grèce sur route
- 2017
  - Classement général du Tour de Côte-d'Or
  - 2e des Boucles de la Loire
  - 3e du Grand Prix Lorient Agglomération
- 2018
  -  Champion de Grèce du contre-la-montre
  - Grand Prix de Cherves
  - 2e du Tour du Pays Lionnais
  - 2e du championnat de Grèce sur route
- 2019
  -  Champion de Grèce sur route
  - 3e étape du Tour d'Egypte
  - Classement général du Tour de Loire-Atlantique
  - 2e du Grand Prix de Fougères
- 2020
  - Route bretonne
  - 2e du championnat de Grèce sur route
  - 2e de Jard-Les Herbiers

## Classements mondiaux
| Année           | 2015 | 2016 | 2017 | 2018 |
| --------------- | ---- | ---- | ---- | ---- |
| UCI Europe Tour | 422e | 699e | 539e | 378e |